# Kimberly Wyatt
Kimberly Wyatt (Warrensburg, Missouri, 4. veljače 1982.) američka je pjevačica, plesačica, koreografkinja te članica modernog burlesknog pop/R&B sastava Pussycat Dolls.

## Životopis
Kimberly je rođena u Warrensburgu, Missouri, sveučilišnom gradu blizu Kansas Cityja. Otac joj je vozač kamiona, a majka putuje s njim. Prije plesa, okušala se u Tee-Ballu, košarci i Browniesu, što je završilo neuspješno. Počela je plesati u dobi od sedam godina. S četrnaest godina zaradila je stipendiju za New York's Joffrey Balett i Broadway Dance Center. U dobi od sedamnaest godina Kim je završila srednju školu i odletjela u Las Vegas na audiciju za brodove za krstarenje i kasino predstave. Odradila je reviju za Royal Caribbean's Explorer of the Seas i obišla veći dio Južne Europe.

## Pussycat Dolls
2001. godine Wyatt seli u Los Angeles kako bi nastavila plesnu karijeru, unatoč ponudi Hubbard St. Dance Co. u Chicagu. U 2002. postaje jedna od plesačica na humorističnom skeč showu, Cedric the Entertainer Presents.
U 2003. Kimberly sudjeluje u spotu grupe Black Eyed Peas za pjesmu "Shut Up", skupa s kolegicom iz grupe PCD Carmit Bachar, a bila je i koreografkinja i plesačica glazbenog spota za solo album Nicka Lacheya. Tijekom spota, koreografkinja Robin Antin, osnivačica grupe Pussycat Dolls, zamolila je Kimberly da se pridruži grupi. Kao i njezine kolege, ona je plaćena zaposlenica Interscope Recordsa. Najpoznatija je po svojem plesnom znaku, stojećoj špagi, što je prikazano u većini glazbenih videa Dollsica. Ona sama u intervjuu za Loose Women rekla je da joj je taj potez zaštitni znak te da je "njena noga postala slavna u svojim vlastitim pravima".
Wyatt je prvu vokalnu ulogu u Pussycat Dolls odradila kad je snimila solo pjesmu "Don't Wanna Fall in Love" za Deluxe Edition njihovog trećeg albuma Doll Domination.
Početkom 2010. godine Kimberly Wyatt napušta grupu i osniva dance-grupu Her Majesty & The Wolves sa Spencerom Nezeyem.

## Osobni život
Kim stanuje u Los Angelesu, Kalifornija. Ima jednog psa, chihuahua po imenu Amor. Trenutno je u vezi s glumcem Kevinom G. Schmidtom. Vrlo je privržena dobrotvornom radu, a posebno mnogo pridonosi udruzi RAINN.

## Vanjske poveznice
- Službena stranica  Arhivirana inačica izvorne stranice od 10. ožujka 2010. (Wayback Machine)
- Kimberly Wyatt u internetskoj bazi filmova IMDb-u (engl.)